# سینمای بورکینافاسو
سینمای بورکینافاسو یکی از موارد برجسته در آفریقا است؛ با تاریخی که به چند دهه می‌رسد و شامل فیلم‌های متعددی است که برنده جایزه شده‌اند.

## پیشینه
سینمای بورکینافاسو بخش مهمی از تاریخ صنعت فیلم‌سازی آفریقای غربی پس از استعمار است. حدود ۹ سال پس از استقلال بورکینافاسو از فرانسه سهم این کشور در اعتلای بدنه سینمایی خود و حتی سینمای آفریقا با تأسیس جشنواره فیلم و تلویزیون پان آفریقا واگادوگو (Pan African Film and Television Festival of Ouagadougou) در سال ۱۹۶۹ رشد پرشتابی در پیش گرفت.
از سال ۱۹۷۲ با حمایت‌های دولتی و تأسیس دبیرخانه و ایجاد ساختارهای دائمی، جشنواره فیلم و تلویزیون پان آفریقا در واگادوگو به ثبات کافی دست یافت. مارس هر دوره برگزاری در محل این جشنواره فیلم در صحرای آفریقا، بیش از نیم میلیون نفر در آن حضور پیدا می‌کنند.
بورکینا فاسو اگرچه به لحاظ پیشینه و معروفیت جهانی نسبت به سینمای برخی از کشورهای این قاره نظیر سینمای مصر و سینمای آفریقای جنوبی و حتی سینمای نیجریه فاصله محسوسی دارد اما یکی از کشورهایی است که بسته به بضاعت خود بیشترین فیلم‌های بلند سینمایی را در آفریقا تولید می‌کند. برخی از عوامل بدنه سینمایی این سرزمین در جشنواره‌های معتبر با آثار خود حضور داشته و جوایز معتبری را نیز بدست آوردند.

## سینمای مدرن
۳۰ سال پس از استعمار در بورکینافاسو و ۲۰ سال پس از تأسیس جشنواره فیلم و تلویزیون پان آفریقا، در اواخر دهه ۱۹۹۰، کم‌کم شرکت‌های خصوصی فیلمسازی در این کشور ظهور کردند. تا سال ۲۰۰۲ تقریباً ۲۵ شرکت فیلمسازی مستقل در این کشور بوجود آمد.
از مهمترین عوامل سینمایی که در این استودیوها به فیلم‌سازی مشغول شده و شهرتی بدست آوردند افرادی مانند گاستون کابوره، کلو دانیل سانو و دنی کوی‌یاتی قابل اشاره هستند.
اما مهمترین کارگردان دهه ۹۰ سینمای بورکینافاسو ایدریسا اودرائوگو با ۲ فیلم تیلای و سامبا تراتوره است. تیلای محصول ۱۹۹۰ برنده جایزه بزرگ در چهل و سومین جشنواره فیلم کن و سامبا تراتوره محصول ۱۹۹۳ برنده خرس نقره‌ای چهل و سومین جشنواره فیلم برلین شدند.